# Peukan Seuruway
Peukan Seuruway is een bestuurslaag in het regentschap Aceh Tamiang van de provincie Atjeh, Indonesië. Peukan Seuruway telt 1088 inwoners (volkstelling 2010).